# Das Geheimnis der Murmel-Gang
Das Geheimnis der Murmel-Gang ist ein spanischer Spielfilm von Oskar Santos aus dem Jahr 2013. Er basiert auf der Comicserie Zipi y Zape von José Escobar Saliente. Die Fortsetzung Das Geheimnis der Kapitänsinsel erschien 2016.

## Handlung
Die Zwillingsbrüder Simmi und Sammi werden für den Sommer auf ein Internat geschickt. Das Umerziehungszentrum wird vom strengen Falconetti geleitet, der alle Formen von Spiel und Unterhaltung verbietet. Als Simmi Ärger bekommt, weil er während einer Schulstunde gestört hat, wird er in den „Raum der Besinnung“ eingesperrt um über sein Fehlverhalten nachzudenken. Im Raum versteckt findet er jedoch einen Beutel mit Murmeln. Zusammen mit seinem Bruder Sammi, dem Mitschüler Micro und der Nichte von Falconetti, Matilde, bilden sie die Murmel-Gang und spielen verschiedene Streiche wie zum Beispiel nachts die Statue des Schulgründers Esperanza zu verunstalten, wobei sie als Markenzeichen jeweils eine Murmel hinterlassen.
Als Falconetti versucht, den von der Murmel-Gang hinterlassenen Vandalismus zu beseitigen, zerbricht er versehentlich einen Teil der Statue und findet eine Karte, die einen Weg zu versteckten Diamanten unter der Schule aufzeigt. Als die Murmelgang während der Durchführung einer ihrer Streiche entdeckt, wie das Sicherheitspersonal der Schule in der Nacht hunderte von Stofftieren aufschlitzt, entscheiden sie sich, der Sache nachzugehen. Die Murmelgang schleicht sich in Falconettis Büro und findet die Karte sowie einen alten Reportagebeitrag über die Schule, der zeigt, dass Esperanzas Schule ursprünglich eine Schule voller Spiel und Spielzeug war. Die Murmelgang entschlüsselt die Hinweise der Karte und löst die entsprechenden Rätsel, während sie von Falconetti verfolgt werden, und landet schließlich in einem Raum voller Spielzeug. Falconetti findet sie und schließt sie im Spielzeugraum ein, jedoch entdeckt die Gang eine Maschine, in die sie mehrere Spielzeuge einlegen müssen, die sie beim Folgen der Hinweise und der Erkundung der Schule aufgesammelt haben. In der Schule beginnt Musik zu spielen, und die Schüler und Lehrer entdecken, dass sie von der Statue von Esperanza kommt. Der unterirdische Raum, in dem die Murmelgang eingesperrt war, beginnt sich spiralförmig nach oben in den Schulhof zu bohren, wo alle Schüler und Lehrer versammelt sind. Die anderen Schüler beginnen, die Murmelgang anzufeuern, während Falconetti gefangen genommen wird. Der Film endet damit, dass Sammi sich daran erinnert, wie „wir die Diamanten nie gefunden haben, aber es der beste Sommer [war], den wir je hatten“, und die 5 Mitglieder der Murmelgang ihre letzte Murmel halten und sie in die Luft werfen. Es stellt sich heraus, dass die Diamanten in den Murmeln versteckt waren.

## Veröffentlichung
Der Film hatte seine Premiere am 8. September 2013 auf dem Toronto International Film Festival und wurde auf dem Festival Internacional de Cine de San Sebastián am 21. September 2013 gezeigt, wo er positiv aufgenommen wurde. Das Geheimnis der Murmel-Gang kam am 4. Oktober 2013 in die spanischen Kinos. Am 18. Januar 2014 wurde der Film auf dem Sundance Film Festival 2014 in der neu eingeführten Kategorie Sundance Kids gezeigt.

## Auszeichnungen und Nominierungen
Das Geheimnis der Murmel-Gang wurde vier Mal für die Goya 2014 Awards nominiert, nämlich in den Kategorien bestes adaptiertes Drehbuch, beste visuelle Effekte, beste Produktionsleitung und beste Art-Direktion. Bei den Neox Fan Awards 2014 wurde er in der Kategorie „Schönster Film“ nominiert.